# Juan José Lahuerta
Juan José Lahuerta Alsina (Barcelona, 27/11/1954) és un arquitecte català, professor d'Història de l'Art i l'Arquitectura a l'Escola Tècnica Superior d'Arquitectura de Barcelona.  Ha estat professor a l’Istituto Universitario di Architettura IUAV de Venècia, titular de la càtedra KJC of Spanish Culture and Civilization (2012) i Kirk Varnedoe Professor de l’Institute of Fine Arts (2023), tots dos a New York University. Entre 2013 i 2016 fou cap de col·leccions del MNAC (Museu Nacional d'Art de Catalunya), i entre 2016 i 2022, director de la Càtedra Gaudí, ETSAB, UPC.

## Biografia
Ha publicat llibres sobre temes d'història de l'art i l'arquitectura dels segles XIX i XX. Va ser fundador i director, juntament amb Antonio Pizza, de CRC. Galería de Arquitectura (Barcelona, 1985-1987), i ha comissariat exposicions com Dalí. Arquitectura (Barcelona, 1996), Arte Moderno y revistas españolas (Madrid, Bilbao, 1996), Margaret Michaelis. Fotografía, vanguardia y política en la Barcelona de la República (Valencia, Barcelona, 1998), Universo Gaudí (Barcelona, Madrid, 2002), Salvador Dalí, Federico García Lorca y la Residencia de Estudiantes (Madrid, 2010),  Picasso Dalí / Dalí Picasso (St. Petersburg FL, Barcelona, 2014); Picasso Románico (Barcelona, 2015); Gaudí (Barcelona, París, 2022) y Julio González. Ser Artista (Valencia, 2022), totes amb els seus respectius catàlegs. Ha sigut assessor del Museo Nacional Centro de Arte Reina Sofía de Madrid (2004-2005), “senior curator” del Museu Picasso de Barcelona (2010-2011) i cap de col·leccions del Museu Nacional d'Art de Catalunya (2013-2016). Ha col·laborat en nombroses revistes d'arreu del món, i ha participat en les redaccions o consells científics de revistes com Carrer de la Ciutat (Barcelona, 1977-1981), Buades. Periódico de Arte (Madrid, 1986-87), 3ZU (Barcelona, 1993-1995) o Acto (Santa Cruz de Tenerife (2001-2008). Ha portat l'edició del volum d'assaigs (IV) de l'Obra Completa de Salvador Dalí (2003), aportant informació molt rellevant respecte la biografia intel·lectual de l'autor. Actualment és membre del comitè científic i editorial de la revista Casabella, de Milà. És fundador i director de Mudito & Co. (Barcelona), que va rebre una Medalla FAD per la seva tasca editorial l'any 2007.

## Publicacions
- 1927. La abstracción necesaria (Barcelona, 1989)
- Antoni Gaudí,1852-1926. Architettura, ideologia e politica (Milano, 1992), amb succesives edicions en castellà, francès i anglès.
- Decir Anti es decir Pro. Escenas de la vanguardia en España (Teruel, 1999)
- Casa Batlló (Barcelona, 2001)
- Le Corbusier. Espagne. Carnets (París/Milano/Shopfheim, 2001), amb succesives edicions en francès, italià i alemany.
- Antoni Gaudí, 1852-1926. Antología contemporánea (Madrid, 2002)
- El fenómeno del éxtasis. Dalí ca. 1933 (Madrid, 2004)
- Japonecedades (Barcelona, 2005)
- Destrucción de Barcelona (Barcelona, 2005)
- Le Corbusier e la Spagna (Milano, 2005)
- Estudios antiguos (Madrid, 2010. Premio Internacional de Ensayo del Círculo de Bellas Artes, Madrid)
- Humaredas. Arquitectura, ornamentación, medios impresos (Madrid, 2010)
- Le Corbusier (Milano, 2011)
- Religious Painting. Picasso and Max von Moos (Zurich, 2015)
- Photography or Life. Popular Mies (Barcelona, 2015)
- On Loos, Ornament and Crime (Barcelona, 2015)
- Marginalia. Aby Warburg, Carl Einstein (Madrid, 2015)
- Antoni Gaudí. Ornament, Fire and Ashes (Barcelona, 2016)
- Arte en la época del infierno (Madrid, 2021)
- Gaudí (Barcelona, 2022)
- Gaudí [vs.] disseny (Barcelona, 2022, amb una successiva edició de butxaca, Barcelona, 2023)
- Julio González. Ser Artista (València, 2022)
- Greetings from the USA (València, 2023, amb Cristina Arribas)